# أوقستو غلوان
أوقستو غلوان (بالبرتغالية: Augusto Galvan‏) هو لاعب كرة قدم برازيلي في مركزي نصف الجناح، ولد في 25 مارس 1999 في ريبيراو بريتو في البرازيل. لعب مع نادي سانتوس.

## وصلات خارجية
- أوقستو غلوان على موقع قاعدة بيانات كرة القدم.إي يو (الإنجليزية)
- أوقستو غلوان على موقع Soccerway.com (الإنجليزية)